# Centro de Estudios de Cine de Canarias
El Centro de Estudios de Cine de Canarias (CECAN) es un organismo educativo ubicado en Santa Cruz de Tenerife en las Islas Canarias, creado con el objetivo de fortalecer las prácticas de formación especializada en distintas áreas cinematográficas.

## Creación
Fundada en 2008 por el cineasta canario José Ángel Alayón Dévora, el CECAN nace de la asociación con la Escuela Internacional de Cine y Televisión de San Antonio de los Baños de Cuba (EICTV) para poner en marcha en las Islas Canarias el sistema formativo de los Talleres Internacionales de la renombrada escuela cubana. Con el aval de la concejal de Cultura del Ayuntamiento de Santa Cruz de Tenerife y el Gobierno de Canarias, el Centro de Estudios de Cine de Canarias (CECAN) tiene su propia sede en Santa Cruz consolidándose como el motor formativo del panorama audiovisual canario.

## Funciones y Talleres
El Centro de Estudios de Cine de Canarias (CECAN) es una institución docente especializada en los nuevos formatos de producción cinematográfica, revisando los métodos de producción clásicos para adaptarlos a los nuevos contextos de la industria cinematográfica con la irrupción del llamado cine digital. Todos los talleres, másteres y grados cinematográficos son impartidos en Santa Cruz de Tenerife, Las Palmas de Gran Canaria y San Cristóbal de La Laguna.
En 2008 se suscribió un convenio en virtud del cual el CECAN se convertía, con carácter de exclusividad, en la delegación para Canarias de la prestigiosa EICTV. La concejal de Cultura destacó la proyección iberoamericana de este proyecto ya que la sede de la EICTV en Canarias está abocada a plantear una formación que convierta a las islas en un espacio referencial para la reflexión y debate sobre el sector cinematográfico en Iberoamérica.Muchos de los talleres ofrecían becas de formación para alumnos iberoamericanos.

### Talleres
En 2008 y 2009, se realizaron las primeras ediciones de los talleres internacionales, orientados a Guion de Cortos e impartidos por la guionista y directora Yolanda Barrasa.En 2010, la ayudante de dirección de Francis Ford Coppola, Solange Aramburu impartió un taller en Tenerife sobre dirección cinematográfica.En 2011, el taller de Dirección de Actores fue impartido por la profesora Nieves Hernández, vinculada a la realización cinematográfica y la dirección de actores, para alumnos españoles y extranjeros. En Ese mismo año, el rector de la Universidad de La Laguna, Eduardo Doménech, y el administrador del Centro de Estudios de Cine de Canarias, firmaron un convenio de colaboración que permite entre otras cuestiones, que los alumnos universitarios puedan asistir a los talleres de cinematografía que imparte el CECAN. El objeto de ese convenio fue el fortalecimiento del sector audiovisual en las islas, el apoyo a la formación en recursos humanos de alta cualificación y la complementariedad de la enseñanza práctica de los estudiantes de la Universidad de La Laguna, con especial énfasis en aquellos matriculados en Ciencias de la Información.
En el año 2012, junto a la Universidad de La Laguna, el CECAN puso en marcha el Máster en Dirección y Producción de Cine Digital, un curso de postgrado diseñado para proporcionarle a estudiantes y profesionales del cine herramientas para desarrollar proyectos cinematográfico en formato digital.

## Alumnos Ilustres
Selección de alumnos ilustres que estudiaron en el CECAN.
- Rita Rodriguez (España)
- María Esparcia (España)
- Pablo Moreno (España)
- Nicolás Isasi (Argentina)
- Claudio Trina (Italia)